# George Montague Wheeler

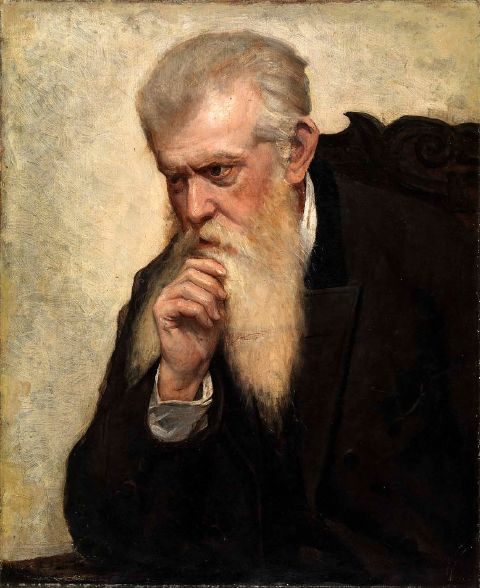
Wheeler um die Jahrhundertwende

Start der Expedition 1871 auf den Colorado

George Montague Wheeler (* 9. Oktober 1842 in Grafton (Massachusetts); † 3. Mai 1905 in New York City) war ein US-amerikanischer Offizier und Entdecker.

## Leben
George M. Wheeler besuchte von 1861 bis 1866 die Militärakademie in West Point und wurde danach als Leutnant des United States Army Corps of Engineers 1871 bis 1879 Leiter zweier vom US-Kriegsministerium ausgerüsteten Expeditionen zur Erforschung der Territorien westlich des 100. Längengrad im Gebiet der Rocky Mountains, zur späteren Aufnahme in die USA. Im ganzen wurden von ihm und seinen wissenschaftlichen Begleitern (darunter der Geologe John James Stevenson) über 500.000 km² aufgenommen. Diese Expedition führte ihn durch Kalifornien, Nevada, Utah, Colorado, Idaho, Wyoming, Montana, Nebraska, und New Mexico. Die Resultate waren für die Geographie wie für verschiedene Zweige der Naturwissenschaft von großer Bedeutung und wurden veröffentlicht in:
- Report upon the geographical and geological explorations of the 100. meridian in California, Nevada, Nebraska, Utah, Arizona, Colorado, New Mexico, Wyoming and Montana
- Topographical Atlas

Wheeler Peak (New Mexico), der höchste Berg von New Mexico, oder Wheeler Peak (Nevada) und auch andere Stellen wurden nach ihm benannt. Auch in der Botanik tragen zahlreiche Pflanzen den Lateinischen nach ihm benannten Namen wie etwa Chaetadelpha wheeleri, Chorizanthe wheeleri, Madia elegans ssp. wheeleri, und Potentilla wheeleri.
George M. Wheeler wurde 1879 zum Captain befördert und trat im Juni 1888 in den Ruhestand.